# Ronald Weigel
Ronald Weigel (Hildburghausen, 8 de agosto de 1959) es un atleta alemán especializado en la marcha atlética. 
En el año 1983 se alzó con el oro en el Campeonato Mundial de Atletismo celebrado en Helsinki. Cuatro años más tarde, en Roma, consiguió la segunda plaza en el Campeonato Mundial de Atletismo de 1987. Ese mismo año consiguió otra plata en el Campeonato Europeo de Atletismo en Pista Cubierta, en la ciudad francesa de Liévin.
En 1988, con motivo de los Juegos Olímpicos de Seúl 1988 se hizo con dos medallas de plata compitiendo tanto en los 20 como en los 50 kilómetros marcha.
Hasta aquí los éxitos conseguidos por Weigel computiendo bajo la bandera de la República Democrática Alemana hasta que se produjo la reunificación alemana.
En Barcelona, durante los Juegos Olímpicos de 1992 consiguió el segundo puesto en los 50 km marcha. También compitió en los Juegos Olímpicos de Atlanta de 1996, donde fue descalificado.
En 1997 fue contratado como seleccionador nacional en Australia, trabajando en la ciudad de Canberra. Allí entrenó al marchador Nathan Deakes, que consiguió el bronce en los 20 km marcha durante los Juegos Olímpicos de Atenas de 2004 y el primer puesto en el Campeonato Mundial de Atletismo de 2007 celebrado en la ciudad japonesa de Osaka, esta vez sobre la distancia de 50 km.
Tras su etapa australiana, Weigel regresó a Alemania y sucedió en el cargo a su entrenador anterior, Hans-Joachim Pathus, como entrenador nacional alemán.
Weigel fue colaborador informal de la Stasi en la República Democrática Alemana.
| Mejores marcas personales | Mejores marcas personales | Mejores marcas personales              | Mejores marcas personales |
| Distancia                 | Tiempo                    | Lugar                                  | Fecha                     |
| ------------------------- | ------------------------- | -------------------------------------- | ------------------------- |
| 5.000 m. PC               | 18:11.41                  | Viena, Austria                         | 13 de febrero de 1988     |
| 10.000 m.                 | 38:12.13                  | Potsdam, República Democrática Alemana | 11 de mayo de 1986        |
| 20.000 m.                 | 1h:19:18.3                | Bergen, Noruega                        | 26 de mayo de 1990        |
| 20 km.                    | 1h:22:18                  | Tokio, Japón                           | 24 de agosto de 1991      |
| 50 km.                    | 3h:38:17                  | Potsdam, República Democrática Alemana | 25 de mayo de 1986        |
| PC - Pista Cubierta       |                           |                                        |                           |